# Ntem
Ntem är en flod i Gabon och Kamerun samt på gränsen till Ekvatorialguinea. Den rinner upp i provinsen Woleu-Ntem i norra Gabon, ingår därefter i gränsen mellan Gabon och Kamerun, fortsätter genom södra Kamerun och bildar i det nedersta loppet gräns mellan Kamerun och Ekvatorialguinea.